# Mogalakwena
La municipalité locale de Mogalakwena (Mogalakwena Local Municipality) est une municipalité locale située dans le district de Waterberg au sud de la province de Limpopo en Afrique du Sud. Son chef-lieu est la ville de Potgietersrus. 
La municipalité de Mogalakwena fut constituée en 2000 et succéda à celle du grand Potgietersrus. 

## Politique locale
Lors de l'élection municipale sud-africaine de 2011, le congrès national africain (ANC) remporte 84 % des voix et 53 des 63 sièges du conseil municipal devant l'alliance démocratique (7,17 % et 5 sièges), le Congrès du Peuple (3,67 % et 2 sièges), l'APC (1,19 % et 1 siège), l'AZAPO (0,96 % et 1 siège) et le front de la liberté (0,81 % et 1 siège).

### Liste des maires
- Mmoleng Boysea Thole (1995-1998), maire de Greater Potgietersrus
- Obed Madimetja Mathiane (1998-2000)
- Mamodimo Bob Mmola (2001-2011)
- Esther Mothibi (2011-2012)
- Tlhalefi Mashamaite (2012-2014)
- William Mabuela (2014)
- Tlhalefi Mashamaite (2014-2015)
- Parks Sebatjane (2015-2016)
- Andrina Matsemela (2016-2021)
- Frans Mokwele, février 2021-novembre 2021
- Ngoako Saggie Thulane Taueatsoala, depuis novembre 2021